# Szekrényessy Dániel
Szekrényessy Dániel (székelyhídi) (Győr, 1815. november 10. - ?) szerkesztő, Széchenyi István belső munkatársa.

## Élete
Atyja Szekrényessy János tanácsnok, anyja vasvári Nagy-Eötvös Erzsébet. A Győri Jogakadémia elvégzését követően testvérei (Szekrényessy Endre későbbi városkapitány illetve Szekrényessy József ügyvéd) után Pestre települt. Széchenyi István maga mellé fogadta joggyakornoknak, majd később a Nemzeti Kaszinó és Lovaregylet titkára lett. Kossuth mellett a Barabás Miklós vezette Pesti Műegyesület első titkárának választották. Ugyancsak titkári minőségben tagja a Magyar Borismertető Egyesületnek illetve a Pesti Testgyakorló Egyletnek. Széchenyi István naplóiban számos alkalommal emlékezik meg „Szekrényessy Dani”-ként kedves munkatársáról. 1842-1857 között szerkesztette és kiadta a Lovaregylet évkönyveit, az ún. „Gyepkönyv”-et. Az 1880-as évek végén ügyvédként tevékenykedett Budapesten, utóbb ismeretlen okból hallását elveszítette. Utolsó ismert lakóhelye a Tabánban volt.